# Kasauli
Kasauli is een kantonnement in het district Solan van de Indiase staat Himachal Pradesh. 

## Demografie
Volgens de Indiase volkstelling van 2001 wonen er 4.994 mensen in Kasauli, waarvan 56% mannelijk en 44% vrouwelijk is. De plaats heeft een alfabetiseringsgraad van 80%. 